# Diplomatska varnostna služba
Diplomatska varnostna služba (Diplomatic Security Service) je varnostna služba ameriškega zunanjega ministrstva (State Departmenta), ki je zadolžena za varovanje ameriškega državnega sekretarja, uslužbencev zunanjega ministrstva na obiskih v tujini ter ameriških konzularno-diplomatskih predstavništev po svetu.
Tako ima DSS danes vlogo neke vrste ameriške policije v tujini.

## Zgodovina službe
Služba je bila ustanovljena leta 1916, ko je bil ameriški državni sekretar Robert Lansing. Prvotno je bila naloga službe obramba pred nemškimi agenti, ki so prihajali v ZDA s ponarejenimi potnimi listi. Tudi danes je ena pomembnih nalog službe, odkrivanje in preprečevanje ponarejanja dokumentov. Prva služba je bila formirana na drugačni osnovi kot je danešnja, imenovala pa se je Biro za varnost.
Po tem, ko je bilo med letoma 1979 in 1989 po svetu napadenih več ameriških veleposlaništev je takratni državni sekretar George Schultz ustanovil posebno komisijo pod vodstvom upokojenega admirala Bobbyja Inmana, da preuči situacijo in predlaga rešitve. V poročilu, ki je dobilo naziv Inmanovo poročilo (Inman Report), je komisija predlagala prestrukturiranje Biroja za varnost v diplomatsko varnostno službo z večjimi pooblastili. Tako je nastala služba, ki obstaja še danes.

### Struktura službe danes
v DSS je razporejenih okoli 1200 agentov razporejenih v 22 pisarn po ZDA, ki oskrbujejo z osebjem 270 ambasad in konzulatov ZDA v tujini. Njihove naloge so poleg fizičnega varovanja tudi tehnično varovanje objektov, montaža in nadzor alarmnih naprav, videonadzornih naprav ter zaščita tajnosti podatkov in diplomatske pošte.
DSS je razdeljena na različne organizacijske enote, glede na naloge, ki jih opravljajo. 
- Mobilni odsek varovanja (Mobile Security Division - MSD) je odsek, ki je razdeljen na tri oddelke:

- Mobilni inštruktorski oddelek (Mobile Training Team - MTT)
- Oddelki za varnostno podporo (Security Support Teams - MST)
- Oddelki za taktično podporo (Tactical Support Teams - TST)

## Oborožitev
Standardna oborožitev:
- Sig Sauer P228 (9 mm Luger)
- Sig Sauer P229 (9 mm Luger)
- Remington 870
- Colt SMG (9mm)
- Colt M4

V preteklosti so bili agenti oboroženi tudi z izraelskimi brzostrelkami Uzi ter puškami mini-14. Pred letom 1993 so imeli agenti kot osebno oborožitev namesto polavtomatskih pištol pri sebi revolverje S&W Model 19 v kalibru .357 Magnum.